# Schwenningdorf
Schwenningdorf ist ein Ortsteil der Gemeinde Rödinghausen im Nordosten des deutschen Bundeslandes Nordrhein-Westfalen. Bis 1968 bildete Schwenningdorf eine selbständige Gemeinde im Amt Rödinghausen. Der Ort wurde erstmals 1088 erwähnt.

## Geografische Lage

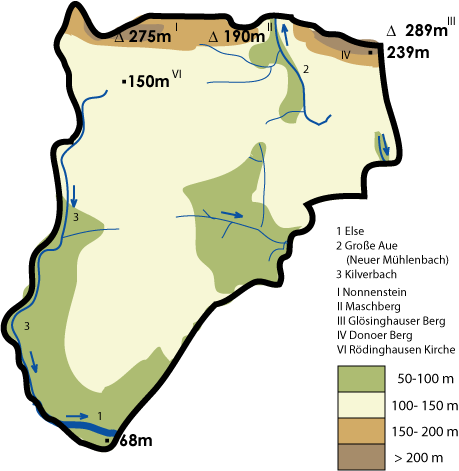
Physische Karte von Rödinghausen

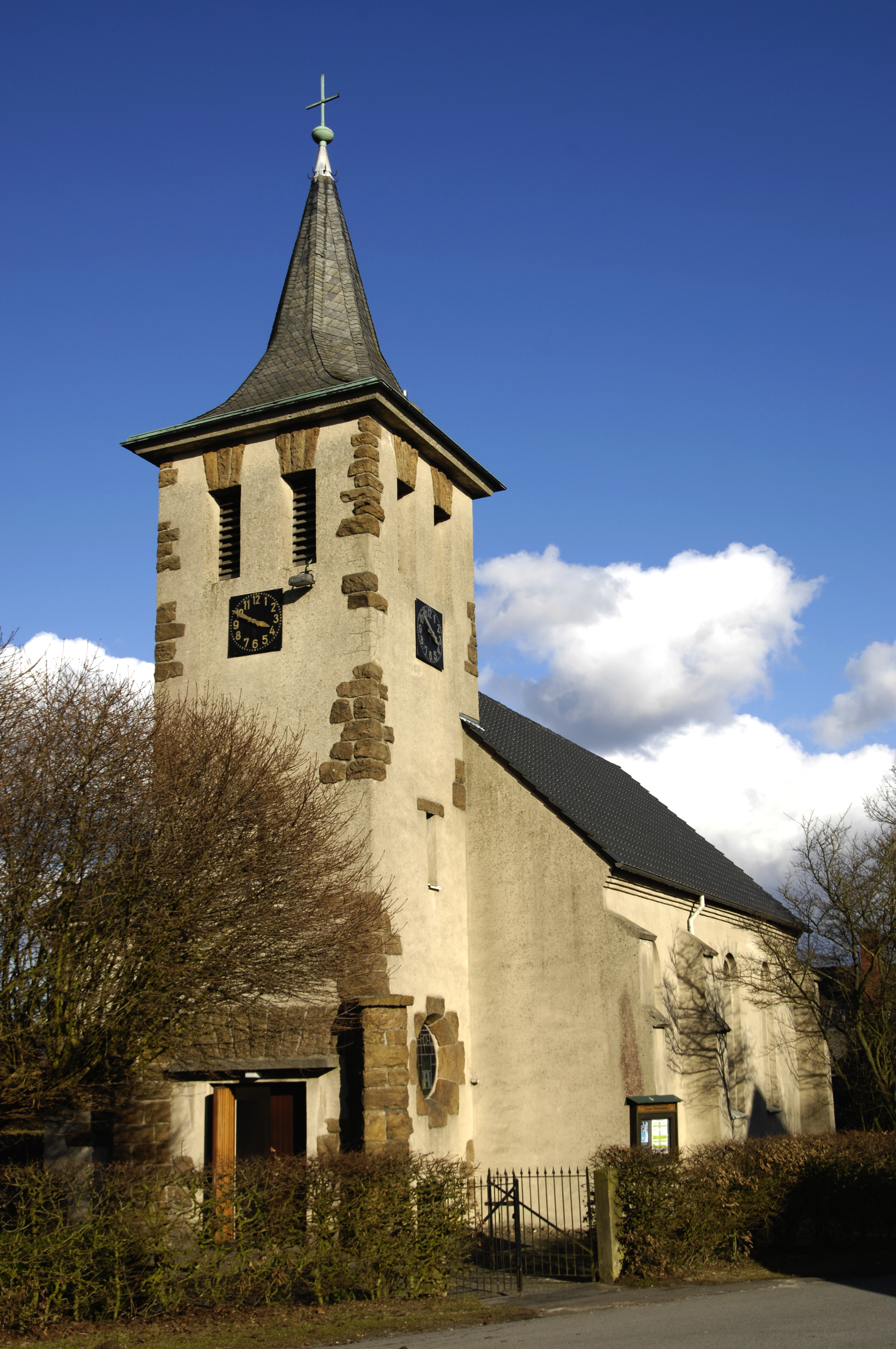
Die Johanneskirche der SELK

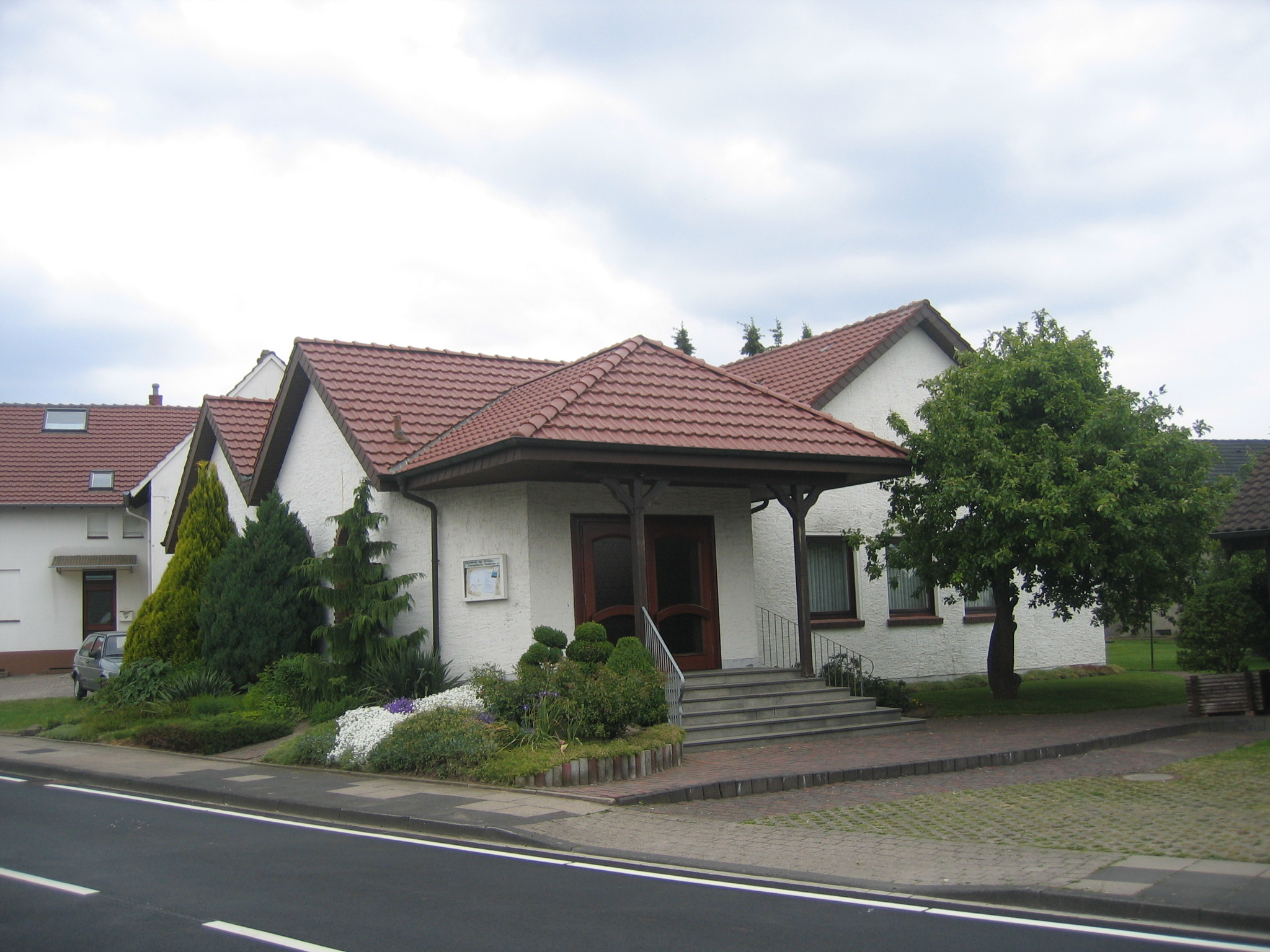
Kirche Gemeinde der Christen, ehemaliges Gemeindezentrum in Rödinghausen-Schwenningdorf

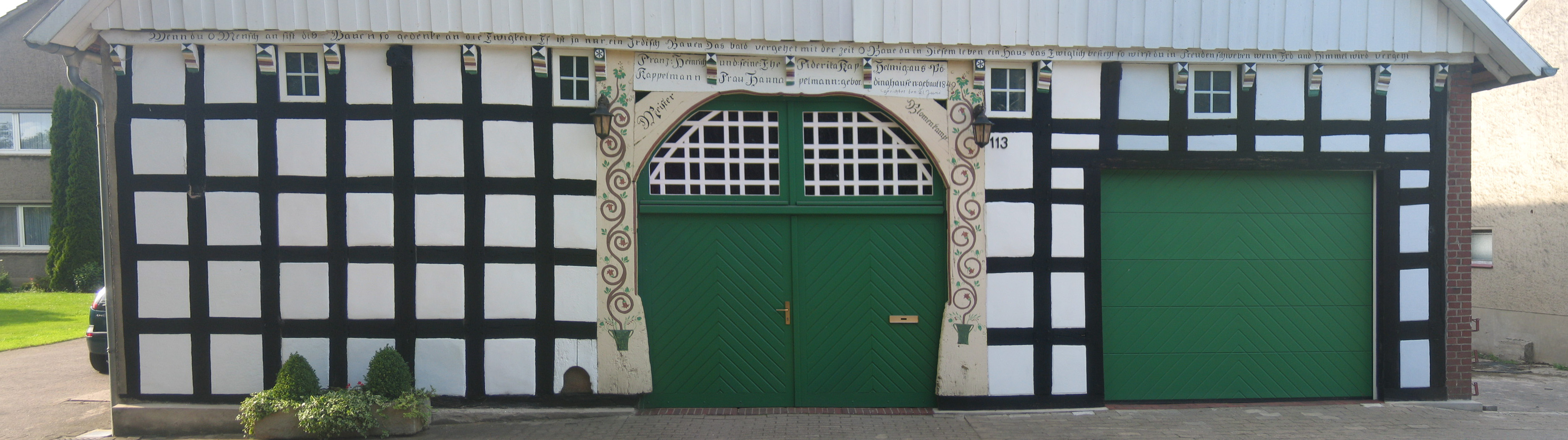
Fachhallenhaus in Schwenningdorf

Der Ortsteil Schwenningdorf liegt im Norden Rödinghausens an den Hängen des Wiehengebirges. Höchster Berg ist der Maschberg mit 190 m ü. NN Höhe. Tiefste Niederung ist das Tal der Großen Aue auf rund 80 m ü. NN. Schwenningdorf hat etwa 2356 Einwohner und eine Fläche von 7,449 km² (316 Einwohner pro km²). Das Tal der Aue und seine Nachbartäler Wehmerhorster Wiesental und das Gebiet Schierenbeke stehen unter Naturschutz.

## Geschichte
Als in Herford um 820 unter Ludwig dem Frommen ein Frauenkloster gegründet wurde, wurden in der Heberolle die damals noch winzigen Orte Bieren und Rödinghausen erwähnt. Schwenningdorf wurde in der Heberolle nicht erwähnt, wurde vermutlich aber auch zu jener Zeit begründet und hieß nach seinem Begründer „Swanekin“ zunächst Swanekindorp. Der Ort wurde 1088 erstmals erwähnt.
Schwenningdorf war bis zur Franzosenzeit eine Bauerschaft der Vogtei Bünde im Amt Limberg der Grafschaft Ravensberg. Von 1807 bis 1813 gehörte der Ort zum Kanton Bünde, der von 1807 bis 1810 zum Königreich Westphalen und von 1811 bis 1813 zum Kaiserreich Frankreich gehörte. 1815 kam Schwenningdorf zur preußischen Provinz Westfalen und darin 1816 zum Kreis Bünde, der 1832 im Kreis Herford aufging. Im Kreis Herford gehörte die Gemeinde Schwenningdorf zum Amt Rödinghausen.
Schwenningdorf wurde am 1. Juli 1969 durch das Herford-Gesetz in die Gemeinde Rödinghausen eingegliedert.

### Einwohnerentwicklung
Die folgende Übersicht zeigt die Einwohnerzahlen Schwenningdorfs nach dem jeweiligen Gebietsstand bis zur Eingemeindung in die Gemeinde Rödinghausen zum 1. Januar 1969. Änderungen des Gebietsstandes ergaben sich durch die Eingemeindungen bewohnter Gebiete der Gemeinde Bieren zum 4. März 1898 (1895: 10 Einwohner) und 1. April 1932 (1925: 2 Einwohner). Bei den Zahlen handelt es sich um Volkszählungsergebnisse. Die Angaben beziehen sich ab 1871 sowie für 1946 auf die Ortsanwesende Bevölkerung und ab 1925 auf die Wohnbevölkerung. Vor 1871 wurden die Einwohnerzahlen nach uneinheitlichen Erhebungsverfahren ermittelt.
| Jahr            | Einwohner |
| --------------- | --------- |
| 1798            | 682       |
| 1818 (31. Dez.) | 800       |
| 1834 (31. Dez.) | 789       |
| 1837 (31. Dez.) | 814       |
| 1843 (31. Dez.) | 902       |
| 1849 (3. Dez.)  | 961       |
| 1852 (3. Dez.)  | 1058      |

| Jahr           | Einwohner |
| -------------- | --------- |
| 1858 (3. Dez.) | 1039      |
| 1867 (3. Dez.) | 1068      |
| 1871 (1. Dez.) | 1039      |
| 1885 (1. Dez.) | 1006      |
| 1895 (1. Dez.) | 994       |
| 1905 (1. Dez.) | 1211      |
| 1925 (1. Dez.) | 1313      |

| Jahr            | Einwohner |
| --------------- | --------- |
| 1933 (16. Juni) | 1421      |
| 1939 (17. Mai)  | 1487      |
| 1946 (29. Okt.) | 1816      |
| 1950 (13. Sep.) | 1919      |
| 1961 (6. Juni)  | 1853      |

## Religionsgemeinschaften
In Schwenningdorf gibt es die Johannes-Gemeinde der Selbständigen Evangelisch-Lutherischen Kirche (SELK)  und die Gemeinde der Christen (Mitglied des Bund Freikirchlicher Pfingstgemeinden) mit eigenem Kirchengebäude, wobei nur erstere einen klassischen und 1854 geweihten Kirchbau mit Kirchturm hat. Die Kirche der Selbständigen Ev.-Luth. Gemeinde wurde 1857 fertiggestellt und 1931 um den Westturm und einen Anbau erweitert.

## Politik
Bis 1968 war Schwenningdorf eine selbständige Gemeinde im Amt Rödinghausen. Die Bürgermeister Schwenningdorfs waren:
- bis 1948: Ernst Steinmeier
- 1948–1956: Heinrich Clamor
- 1956–1968: Ernst Breitensträter

Ab 1969 standen dem Ortsteil folgende Ortsvorsteher vor:
- 1969–1975: Ernst Breitensträter
- 1975–1977: Heinrich Vogt
- 1977–1979: Ernst Scherler
- 1979–2004? Helmut Beinke
- 2004–?: Wilfried Niederbröker

## Bildung, Verkehr und Wirtschaft
In Schwenningdorf liegt die Gesamtschule Rödinghausen mit Dreifachturnhalle. In Schwenningdorf-Neue Mühle befindet sich der Haltepunkt „Neue Mühle“. Er liegt an einer alten Mühle an der Bahnstrecke Bünde–Bassum, auf der im Stundentakt, sonntags alle zwei Stunden, die RB 71 Bielefeld–Herford–Bünde–Rahden verkehrt. Auf der Grenze zwischen Bieren und Schwenningdorf befindet sich außerdem der Haltepunkt Bieren-Rödinghausen an derselben Strecke, der ebenfalls von der Linie RB 71 bedient wird. In Schwenningdorf befindet sich mit Häcker Küchen das größte Industrieunternehmen der Gemeinde.

## Persönlichkeiten
- Ingo Nentwig (1960–2016), deutscher Sinologe, Ethnologe und Hochschullehrer